# Threads
Cet article concerne un téléfilm. Pour l'application, voir Threads (réseau social).
Pour les articles homonymes, voir Thread.
Pour plus de détails, voir Fiche technique et Distribution.
Threads (de l'anglais, threads, « les fils ») est un téléfilm britannique et australien de type post-apocalyptique, réalisé pour la BBC et diffusé pour la première fois en 1984. Écrit par Barry Hines et réalisé par Mick Jackson, Threads a été tourné fin 1983-début 1984 avec un budget de 250 000-350 000 livres.
Le téléfilm décrit, de manière réaliste, les effets d'une guerre nucléaire au Royaume-Uni et ses conséquences catastrophiques pour le pays, notamment sur la population de la ville de Sheffield après un échange croissant de tirs de missiles balistiques intercontinentaux entre l'URSS et les États-Unis lors de la guerre froide, dans le contexte de la destruction mutuelle assurée.
Le film a été le premier de son genre à dépeindre un hiver nucléaire. Certains commentateurs ont nommé Threads comme le « film qui se rapproche le plus de la représentation de toute l'horreur de la guerre nucléaire et de ses conséquences, ainsi que de l'impact catastrophique que l'événement aurait sur la civilisation humaine ».
L'atmosphère du film, très oppressante, est renforcée par l'affichage régulier de panneaux d’informations en plan fixe présentant les statistiques progressives de la décimation de la population anglaise, ainsi que les différents aspects sociaux et sanitaires du long hiver nucléaire. Le sens global du film vise, par une démonstration méthodique, à démentir absolument toute hypothèse de « civilisation post-apocalyptique » telles que vues dans nombre d'œuvres de fiction, en s'appuyant sur un scénario réaliste des conséquences enchaînées (threads) d'une contamination nucléaire sur une échelle continentale.
Threads a été comparé à un film précédent, La Bombe (The War Game) produit en Grande-Bretagne dans les années 1960 et à son contemporain, Le Jour d'après, un téléfilm d'ABC de 1983 dépeignant un scénario similaire aux États-Unis.
Le film a remporté quatre BAFTA lors de la cérémonie des British Academy Film Awards de 1985. Selon le générique de fin, le scientifique américain Carl Sagan fut l'un des consultants techniques.

## Synopsis
Le film commence par le récit de deux familles anglaises de Sheffield, les Beckett et les Kemp, qui sont liées par les deux jeunes Ruth Beckett et Jimmy Kemp. Ces derniers, à la suite d'une grossesse imprévue de Ruth, se fiancent rapidement. Le jeune couple achète un petit appartement et Jimmy discute avec ses parents sur le fait d'avoir un bébé durant la récession économique que connaît le pays à l'époque.
En arrière-plan de ce récit — et ignoré au début par les personnages —, est raconté comment l'Union soviétique envahit l'Iran ; les États-Unis, en collaboration avec le Royaume-Uni et leurs alliés de l'OTAN, s'apprêtent à des représailles militaires.
Un troisième tableau cinématographique permet de suivre les actions du maire de Sheffield. Celui-ci, mis en alerte, est chargé de créer comme les autres élus du pays un gouvernement local pour administrer la région dans le cas d'une attaque nucléaire russe.
Alors que le film suit son cours, l'escalade entre les grandes puissances s'intensifie et des escarmouches surviennent avec le Pacte de Varsovie sur la frontière interallemande. Le gouvernement du Royaume-Uni prend alors le contrôle de la British Airways et des autoroutes pour un usage strictement militaire. En réaction, de grandes manifestations sont organisées par la population britannique pour protester contre l'implication du Royaume-Uni dans les hostilités. Mais bientôt, la Grande-Bretagne est saisie de terreur : du fait de la tension internationale, les gens commencent à acheter des provisions ; des exodes urbains importants s'organisent et des rapports affluent indiquant l'usage de frappes nucléaires tactiques en Iran. Pendant cette période, et à l’initiative du gouvernement britannique, des films montrant comment s'organiser pour se protéger et survivre face à une attaque nucléaire sont diffusés à la télévision, de manière répétitive et quotidienne.
Un matin, à 8 h 30, Sheffield s'éveille et reprend son train-train quotidien. On voit Jimmy Kemp et son ami Bob sur leur lieu de travail en train de discuter, échangeant des idées avec d'autres personnes. Dans le même temps, on voit Ruth chez elle qui se plaint d'être malade et de ne pouvoir aller travailler. De leur côté, les parents de la famille Kemp dissertent sur la façon de disposer une porte afin d'en faire une sorte d'abri anti-aérien, comme ils l'ont entendu à la radio. C'est alors que le signal d'alerte déchire soudainement la relative quiétude du moment, plongeant la ville de Sheffield dans la panique la plus totale. Au même moment, une ogive nucléaire soviétique explose au-dessus de la Mer du Nord, créant une impulsion électromagnétique qui endommage gravement les systèmes de télécommunication du pays et du nord-ouest de l'Europe. 

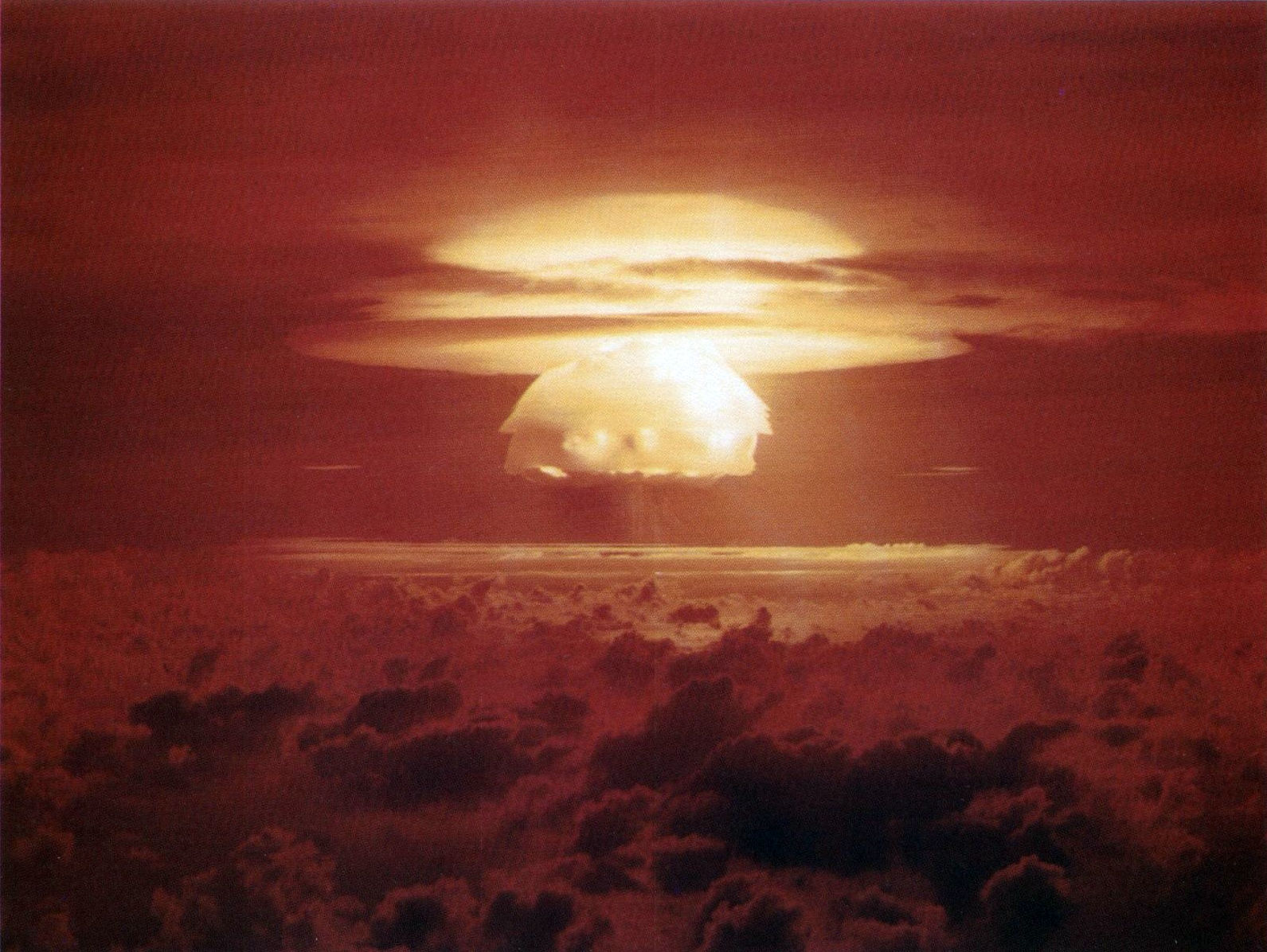
Une explosion nucléaire avec son champignon atomique.

À 8 h 35, un second missile balistique frappe la base de la Royal Air Force à Finningley (en), une base de l'OTAN près de Sheffield, faisant exploser les fenêtres dans tout le voisinage et augmentant la panique. Au même instant, on voit Jimmy Kemp et Bob plonger sous un véhicule pour se protéger ; de leur côté, les parents de la famille Kemp se ruent dans l'abri de fortune qu'ils ont construit. Après la première détonation, on voit Jimmy Kemp et Bob émerger de leur cachette, pour découvrir un gigantesque nuage en forme de champignon atomique grandissant sous leurs yeux. Jimmy se met ensuite à traverser la ville à la recherche de Ruth ; ce sera la dernière fois que l'on pourra le voir (hormis dans un flashback de Ruth, quand celle-ci se souviendra des jours heureux).
Dans le même temps, Ruth et sa famille décident de faire de même, mais la frêle grand-mère de Ruth meurt peu après, dans son sommeil. Les parents de Ruth essayent de la convaincre que Jimmy est encore en vie, mais Ruth pressent qu'il est mort à la suite de l'explosion. Un peu plus tard, Ruth décide quand même de partir à la recherche de Jimmy, avec dans le cœur un très mince espoir de le retrouver vivant. Arrivant aux ruines de l'appartement de la famille Kemp, Ruth constate que la mère de Jimmy est morte et que son père est introuvable, ayant quitté le domicile pour une destination inconnue. Jimmy Kemp, quant à lui, est présumé mort dans l'attaque.
L'attaque nucléaire russe à Sheffield se termine dans un chaos total : les lignes de communications avec le reste du pays sont détruites ; le gouvernement local, dirigé par le maire dans son abri avec son personnel, ne contrôle en définitive rien. Au total, plus de 210 mégatonnes sont tombées sur le Royaume-Uni lors de l'attaque (sur un total de 3 000 pour la planète entière). Les deux-tiers des maisons et des habitations du pays sont dans des zones d'incendie. Le nombre de morts au Royaume-Uni est estimé entre 17 et 30 millions de personnes.
Dans les jours qui suivent la destruction de Sheffield, le gouvernement local ne parvient pas à reprendre le contrôle de la situation. Des émeutes éclatent, violemment réprimées par l'armée ; la loi martiale est proclamée dans l'ensemble du Royaume-Uni et les réserves alimentaires sont placées sous le contrôle de l'armée. C'est alors que les maladies provoquées par le syndrome d'irradiation aiguë comment à apparaître (leucémie, cancer, etc.).
Des mois après l'attaque, Ruth met au monde dans une étable une fille, Jane (qui ne connaîtra jamais son père), dans des conditions plus que précaires et sans assistance médicale.
La société post-apocalyptique tente alors de se reconstruire, mais le confort de la société de consommation ne pourra plus être atteint avant longtemps. Les champs sont cultivés à la main, avec des outils similaires à ceux du Moyen Âge ; les rendements agricoles sont en chute libre par rapport à ceux d'avant le cataclysme ; la famine devient un problème majeur. Le capitalisme industriel d'avant l'attaque laisse alors la place à une société agraire, vivant en autarcie. Des maladies commencent à réapparaître comme le typhus, le choléra, la tuberculose et d'autres maux que la société du XXe siècle était parvenue à vaincre.
L'enfance de la fille de Ruth se déroule dans cette société, commotionnée par le cataclysme nucléaire et dans laquelle les adultes ont du mal à communiquer avec leurs enfants. Par voie de conséquence, et du fait de l'arrêt du système scolaire du pays, l'enseignement aux jeunes est profondément amoindri, ceux-ci utilisant une forme déstructurée de la langue anglaise.
Dix ans après l'attaque, on voit Ruth, vieillie prématurément par la rudesse de ses conditions de vie et atteinte de cataracte tomber par terre dans le champ qu'elle cultive avec sa fille. Jane l'emmène peu après à l'intérieur de la maison qu'elles occupent. C'est là que Ruth rend son dernier souffle, sans un mot pour sa fille, cette dernière ne paraissant pas bouleversée par la mort de sa mère (ou alors étant incapable d’exprimer un quelconque sentiment en la matière).
Après le décès de Ruth, sa fille Jane erre dans le pays, cherchant un but à atteindre. Prise en charge par quelques personnes de bonne volonté, on la retrouve à regarder un programme télévisé destiné à des élèves de l'école maternelle. Trois ans après la mort de Ruth, on voit Jane lors d'une maraude, rejointe par deux jeunes garçons de son âge qui lui disputent un quignon de pain. Lors de la bagarre, un des garçons la viole. De ce fait, Jane tombe enceinte et se remet à errer d'un lieu à l'autre, sans but. Lorsque les premières contractions de l'accouchement se font sentir, Jane se rend dans un hôpital de fortune pour y mettre au monde son enfant. L'accouchement se fait dans une situation un peu moins précaire que sa naissance.
Le film se termine en silence sur le plan où Jane ouvre la bouche pour hurler, voyant l'enfant difforme que lui tend la sage-femme.

## Fiche technique
- Réalisation : Mick Jackson
- Production : Mick Jackson, Graham Massey, John Purdie, Peter Wolfes
- Langue originale : anglais
- Date de première diffusion : 23 septembre 1984 (BBC)

## Distribution
- Karen Meagher : Ruth Beckett
- Reece Dinsdale : Jimmy Kemp
- David Brierly : M. Kemp
- Rita May : Mme Kemp
- Nicholas Lane : Michael Kemp
- Jane Hazlegrove : Alison Kemp
- Henry Moxon : M. Beckett
- June Broughton : Mme Beckett
- Sylvia Stoker : Granny Beckett
- Harry Beety : Clive Sutton
- Ashley Barker : Bob

## Historique  de la diffusion

### Diffusion télévisée
Threads est diffusé pour la première fois à la télévision en 1984 par la BBC et une autre fois en 1985, comme partie intégrante d'une semaine de programmation spécialement dédiée aux commémorations du quarantième anniversaire des premiers bombardements atomiques à Hiroshima et Nagasaki. Le téléfilm ne fut ensuite plus diffusé sur les écrans britanniques, avant que le canal numérique de la BBC (BBC Four) ne le fasse en novembre 2003.
Threads fut aussi diffusé aux États-Unis en 1985, mais une fois seulement, par la chaîne publique PBS.

### Édition VHS
En 1987, Threads est édité pour une version commerciale grand-public, sous forme d'une cassette VHS (numéro du catalogue BBCV4071), exclusivement pour le Royaume-Uni. La VHS devint rapidement introuvable dans le commerce et, durant les années 1990, fut l'objet d'un négoce intense.

### Édition DVD
En 2000, une édition du film en DVD est éditée au Royaume-Uni, sous le label « Revelation », suivie par une réédition en 2005.

## Accueil
En 1985, Threads est nommé lors des British Academy Film Awards pour sept BAFTA. Il remporte finalement quatre récompenses, dans les catégories Best Single Drama, Best Film Cameraman, Best Film Editor et Best Design.